# Мухоловка строката
Мухоло́вка строка́та (Ficedula hypoleuca) — невеликий птах із родини мухоловкових. В Україні гніздовий, перелітний вид.

## Опис

### Морфологічні ознаки

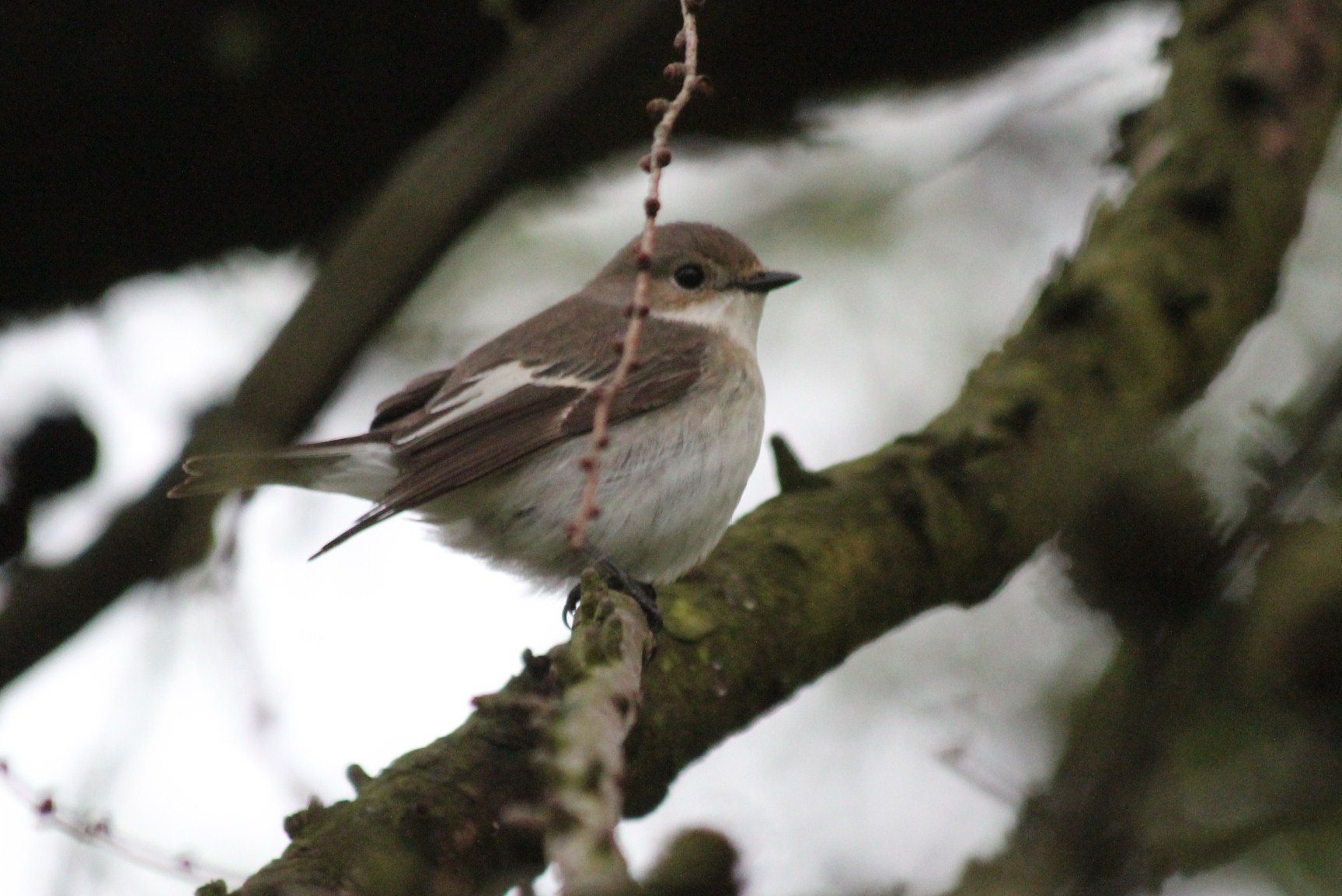
Доросла самка

Дрібний (менший за горобця) птах. Маса тіла 9-14 г, довжина тіла близько 13 см. Дорослий самець у шлюбному вбранні зверху чорний; на лобі невелика біла пляма; поперек сірий; горло, шия спереду, воло і решта низу білі; на покривних перах другорядних махових і на третьорядних махових перах широка біла смуга; махові пера чорно-бурі, по основі першорядних махових пер проходить вузька біла смужка; хвіст чорний, основа трьох пар крайніх стернових пер з білою барвою; дзьоб і ноги чорні; у деяких особин основний колір верху сірувато-бурий, у інших — верх плямистий, оскільки одні частини оперення чорні, інші — сірувато-бурі; такі відмінності в забарвленні оперення, ймовірно, пов'язані з віком птахів, у старших особин верх чорний; у позашлюбному оперенні чорний колір змінюється на чорнувато-сірий. У дорослих самок верх бурий; біла смуга, яка проходить по покривних перах другорядних махових і по третьорядних махових перах, вузька; білої плями на лобі нема. Молодий птах зверху темно-бурий, з вохристими плямами; пера горла, вола і грудей вохристі, з темно-бурою верхівковою облямівкою; черево білувате; смуги на крилах вохристі.
Дорослий самець строкатої мухоловки від дорослого самця білошийої мухоловки відрізняється чорним кольором задньої частини і боків шиї; дорослу самку та молодого птаха від дорослої самки та молодого птаха білошийої мухоловки відрізнити майже неможливо.
Для виду властиве явище поліморфізму. У самців трапляється 6-7 кольорових морф. Крайні варіанти забарвлення: верхній бік тіла самця, за виключенням області крижу, чорна; верхній бік тіла сірувато-бурий. Мінливість проявляється у варіюванні відтінків та інтенсивності забарвлення всіх кольорових морф та в їх числових співвідношеннях у популяціях.

### Звуки
Пісня — скрипуче щебетання тривалістю 2-3 сек; поклик — тріскотливе «тет» або «пвіт».

## Таксономія
Мухоловка строката є самостійним видом, проте відомі випадки успішної гібридизації з мухоловкою білошиєю.
Вид мухоловка строката включає три підвиди: Ficedula hypoleuca hypoleuca, Ficedula hypoleuca iberiae та Ficedula hypoleuca sibirica.

## Поширення та місця існування
Мухоловка строката поширена в лісах Європи та на прилеглих островах, в центральних частинах Західного Сибіру, а також у Північній Африці. Зимує в Субсахарській Африці. Багато мухоловок проводять зиму в Західної Африці, у лісах на узбережжі Гвінейської затоки. Мухоловки, які гніздяться у східній частині ареалу, спочатку летять на захід, долаючи відстань приблизно 2400 км, і лише потім повертають на південь.
В Україні гніздиться в лісовій і лісостеповій смугах, а також на півночі степової смуги; мігрує на всій території.
Цей птах тяжіє до листяних і хвойних лісів з розвиненим підліском, багатих на дупла ділянок лісу, порослих осикою і чорною вільхою, великих садів і парків зі старими деревами. Надає перевагу світлим ділянкам зі старими деревами. Під час міграцій її можна спостерігати також у культурному ландшафті: гаях, фруктових садах, у лісопосадках, алеях, у заплавних заростях.

## Чисельність
Чисельність в Європі оцінена в 12—20 млн пар, в Україні — 265–335 тис. пар. Чисельність скорочується.

## Розмноження

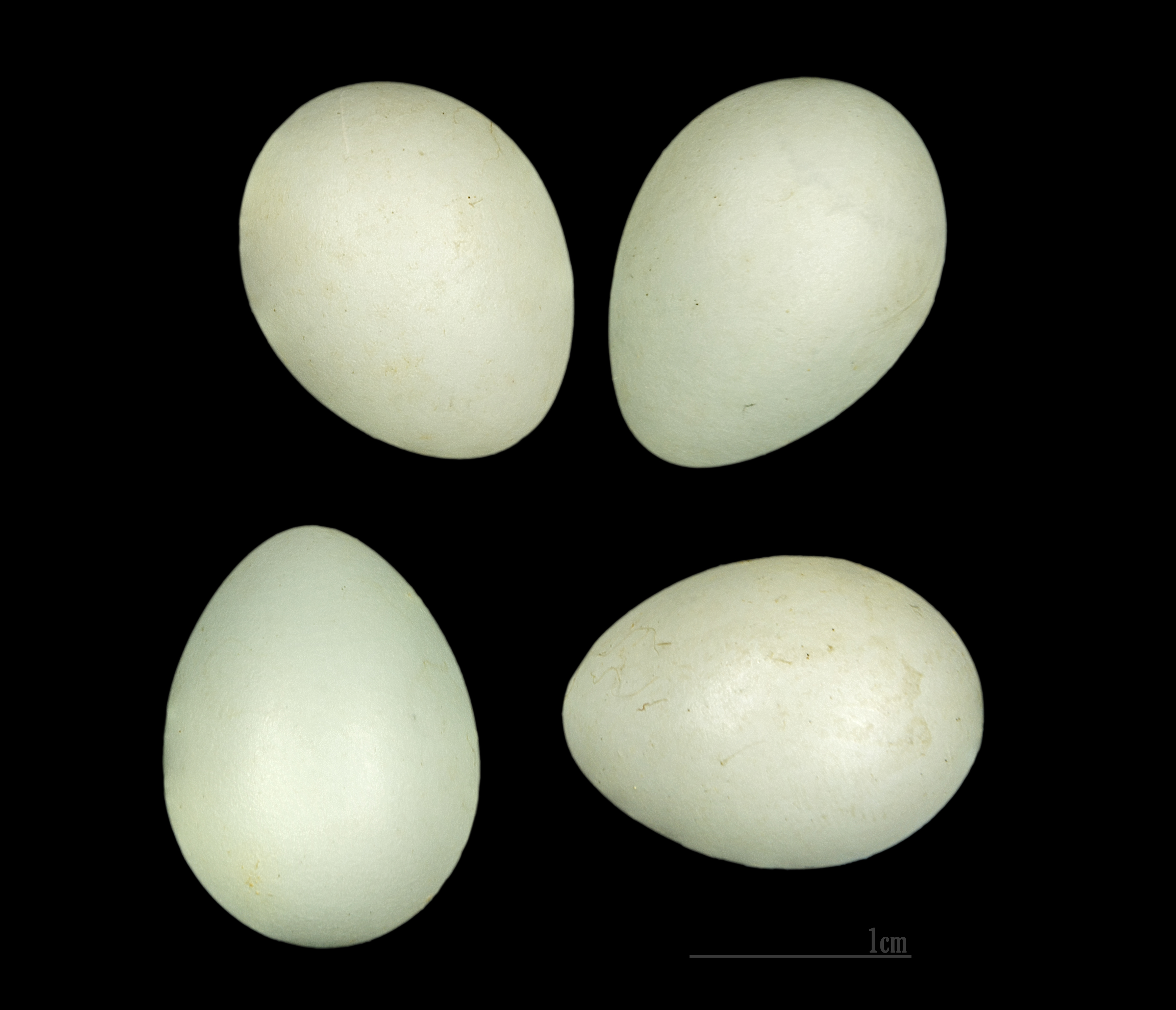
Яйця мухоловки строкатої в оологічній колекції

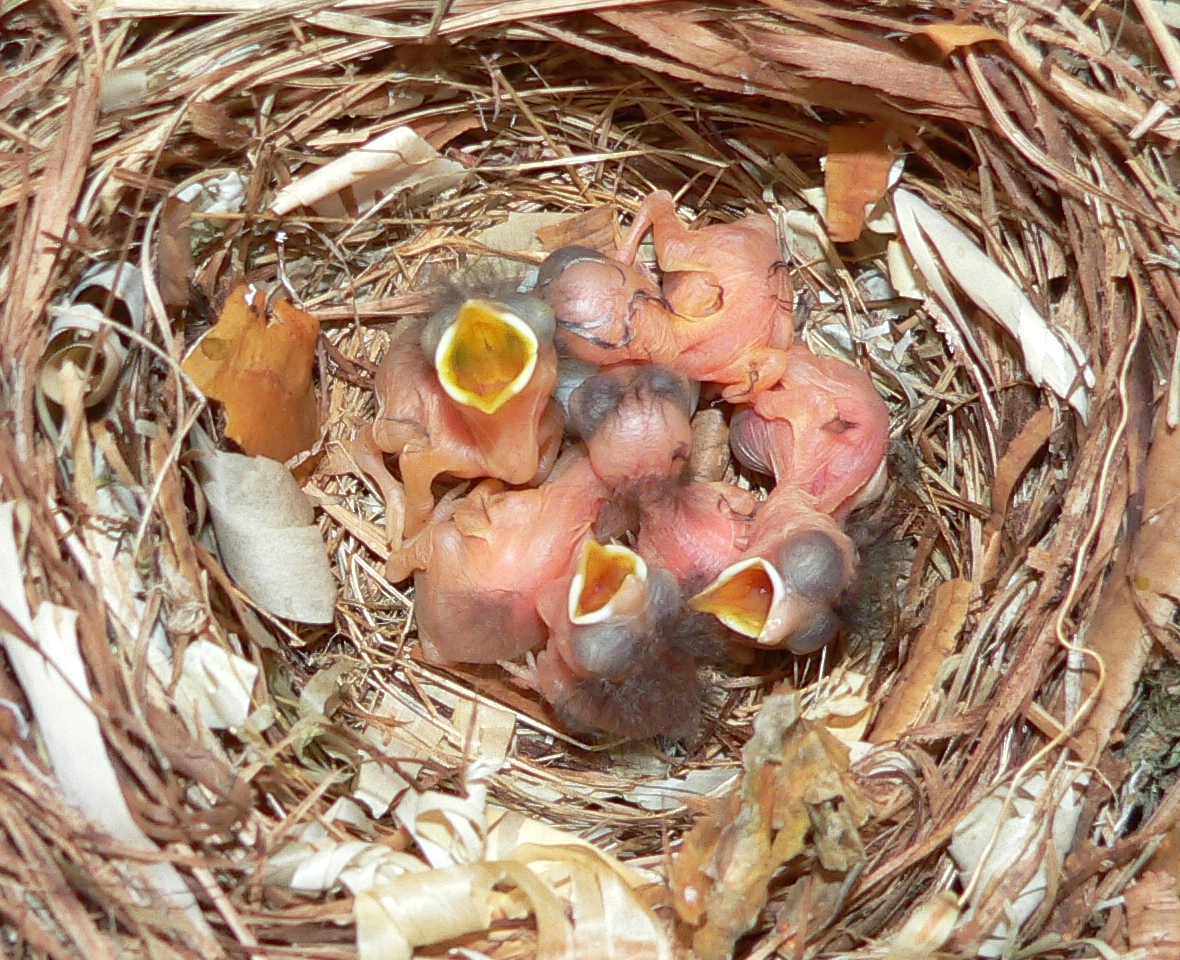
Пташенята в штучній гніздівлі

Мухоловка строката має статеві стосунки, які є змішаними між моногамією і полігінією. Самці залишають гніздову територію, як тільки його перша самка відкладає яйця. Самець формує нову гніздову територію для приваблювання нової самки. Навіть у випадку успішного утворення нової пари, самець повертається до першої самки, допомагаючи їй у виведенні спільного потомства. Інколи самець допомагає обом самкам, якщо їхні гнізда розташовані достатньо близько одне від одного. Самець може також допомагати вигодовувати потомства другої самки після вильоту з гнізда пташенят у першої. Кількість самок у одного самця зазвичай не перевищує двох, тому такі стосунки можна розглядати як бігінію. Зафіксовано лише два випадки тригінії.
Гніздо мухоловка строката облаштовує в природних дуплах, старих дуплах дятлів і деяких синиць, у щілинах дерев, під дахами дерев'яних будівель; займає також штучні гніздівлі. Зазвичай заселяють дупла, розташовані на висоті 2-4 м, інколи — до 15-20 м. Будівництво гнізда триває від 3 до 10 днів. Гніздо пухкої структури, складено з сухих травинок, берести (якщо гніздо знаходиться в березняку) або плівок кори сосни (якщо гніздо в сосняку), в ньому може траплятися також трохи моху, волосся, луб'яних волокон. Лоток вистилається сухим листям і стеблинками злаків та інших трав'янистих рослин.
У травні самка відкладає 5-8 яєць, світло-блакитного кольору. Середні розміри яєць 17,62×13,43 мм. Самка висиджує яйця протягом 11-14 днів. Самець в цей час охороняє гніздо і іноді годує самку. Пташенята перебувають у гнізді 13-18 днів. Годують пташенят обоє батьків, здійснюючи щодня до 400–500 прильотів з поживою до гнізда. Після вильоту пташенят з гнізда дорослі птахи догодовують їх ще протягом 5-7 днів. Протягом сезону один виводок.

## Живлення
Мухоловка строката живиться перетинчастокрилими (переважно личинками пильщиків), двокрилими (переважно мухами), твердокрилими (майже 50% яких часто складають хижі личинки сонечок), лускокрилими (виключно гусінню), а також павуками й рівнокрилими (різними дрібними цикадками). Мухоловка строката не зовсім виправдовує свою назву: близько 65% її здобичі — не мухи, а малорухливі комахи, яких вона збирає з субстрату (гілки і листя дерев і чагарників, а також в трав'яний покрив). Восени живиться також фруктами і ягодами.

## Охорона
Перебуває під захистом Боннської та Бернської конвенцій.